# Eschweilera ovalifolia
Eschweilera ovalifolia là một loài thực vật có hoa trong họ Lecythidaceae. Loài này được (DC.) Nied. mô tả khoa học đầu tiên năm 1892.